# Cystophrys
Cystophrys es un género de foraminífero bentónico de la familia Lagynidae, del suborden Allogromiina y del orden Allogromiida. Su especie tipo es Cystophrys haeckeliana. Su rango cronoestratigráfico abarca el Holoceno.

## Discusión
Microgromia o Mikrogromia se considera un sinónimo subjetivo posterior de Cystophrys.

## Clasificación
Cystophrys incluye a las siguientes especies:
- Cystophrys ambigua
- Cystophrys haeckeliana
- Cystophrys hertwigi
- Cystophrys longisaepimen
- Cystophrys mucicola
- Cystophrys parvisaepimen

Otras especies consideradas en Cystophrys son:
- Cystophrys elegantula, aceptado como Paralieberkuehnia elegantula
- Cystophrys socialis, considerado sinónimo posterior de Cystophrys haeckeliana